# Lisa the Iconoclast
«Lisa the Iconoclast» (рус. Лиза — иконоборец) — шестнадцатый эпизод седьмого сезона мультсериала «Симпсоны».

## Сюжет
Поскольку Спрингфилд празднует свое 200-летие, мисс Гувер поручает второкласснице Лизе написать сочинение об основателе города Джебедайе Спрингфилде. Тем временем мэр Куимби провозглашает Гомера городским глашатаем во время отбора исторических личностей на предстоящем городском празднике. Поскольку его «плач» лучше, чем у Неда Фландерса, Гомер берет в качестве реквизита шляпу и колокольчик, ставшие семейной реликвией Неда.
Лиза посещает городское историческое общество, чтобы исследовать жизнь Джебедайи. Куратор музея Холлис Харблат ценит энтузиазм Лизы и предоставляет ей доступ к вещам Джебедайи. Изучая их она находит спрятанный документ, в котором тот признаётся, что до 1796 г. был пиратом Ганса Спрунгфельдом и пытался убить Джорджа Вашингтона, когда последний рисовал свой портрет, а позже написал и спрятал свое признание, уверенный, что никто в Спрингфилде никогда его не найдет.
Лиза пытается убедить горожан в правде о Джебедайе, но встречает недоверие и враждебность. Херлбат отвергает признание как подделку, а мисс Гувер ставит Лизе неудовлетворительную оценку за то, что она написала об этом эссе, обвиняя её в политкорректности. Продолжая свои исследования, Лиза обнаруживает, что Джебедая носил искусственный серебряный язык после того, как его собственный был откушен в драке. Она уговаривает местных властей эксгумировать его останки, но, когда гроб открывается, серебряного языка там нет. Раздраженный вмешательством Лизы, Куимби лишает Гомера должности городского глашатая.
Увидев копию незаконченного портрета Вашингтона в своем классе и вспомнив сон, в котором он призывал её найти «одну часть, оставшуюся в головоломке», Лиза понимает, как она может установить подлинность признания. Она возвращается в музей и сопоставляет его оборванный край с краем портрета, доказывая, что Джебедайя написал это на клочке холста, который зацепился за его ботинок, когда он сбежал после неудачного нападения на Вашингтона. Пропавший серебряный язык найден в одном из экспонатов музея, будучи украденным из гроба Херлбатом с целью защитить свою карьеру и легенду о Джебедайе. Лиза и Херлбут решают раскрыть правду об историческом деятеле во время парада, но в последний момент Лиза решает, что легенда вдохновила город, и сохраняет тайну. Когда Гомер с гордостью смотрит на дочь, то замечает, что Неда восстановили в должности городского глашатая. Он отталкивает Фландерса в сторону, а затем позволяет Лизе позвонить в колокольчик глашатая, сидя на его плечах.

## Отношение критиков и публики
Во время своего первого выхода в Америке эпизод был самым высокорейтинговым шоу на «FOX» за неделю 12-18 февраля 1996 года, и заработал положительные оценки от телевизионных критиков. Колин Якобсон из «DVD Movie Guide» похвалил эпизод за фокусировку на Лизе, прокомментировав: «Эпизоды с Лизой, как правило, очень нравоучительные, но это считается неотъемлемой частью её персонажа. Мне нравится, что Лиза здесь в главной роли, хотя она сама доказывает, что не всегда права. Гомер в роли глашатая приносит радость в это твёрдое шоу».
Дэйв Фостер из «DVD Times» сказал, что Дональд Сазерленд был незабываемой приглашённой звездой, а Натан Дитум из «Total Film» оценил его озвучивание как четырнадцатое из лучших за всю историю шоу.